# Estação Ghamra
Ghamra (em árabe: غمرة) é uma estação metroviária localizada na região central da cidade do Cairo. 

## Acidente
O transporte de 2 milhões de pessoas que trafegam diariamente pela Linha 1, ficou comprometido em outubro de 2019, devido a queda de um guindaste na linha elétrica. Os serviços ficaram interrompidos por falta de energia elétrica nas estações Ghamra, El-Demerdash e Manshiet El-Sadr.